# Blue Blood
Blue Blood – drugi album zespołu X Japan (wówczas o nazwie X). Wydany 21 kwietnia 1989 roku. Album osiągnął #6 pozycję w rankingu Oricon. We wrześniu 2007 roku Rolling Stone Japan oceniło Blue Blood jako #15 na ich liście „100 Greatest Albums Japanese Rock of All Time”.
Album zawiera ponowne nagrania utworów z ich drugiego singla Orgasm (utwór tytułowy i X), jak również z ich debiutanckiego albumu Vanishing Vision (Kurenai i Unfinished). Blue Blood pochyla się bardziej w kierunku metalu symfonicznego niż jego poprzednik – utwór Rose of Pain zawiera fragmenty z fugi g-moll Jana Sebastiana Bacha. Zremasterowane wydanie albumu ukazało się 14 lutego 2007 roku, zawierało dodatkowe CD z instrumentalnymi wersjami niektórych utworów. Ta edycja osiągnęła #23 pozycję na liście Oricon.

## Lista utworów
| Nr  | Tytuł                       | Słowa                    | Muzyka       | Czas  |
| --- | --------------------------- | ------------------------ | ------------ | ----- |
| 1.  | "Prologue (〜World Anthem)" | Yoshiki                  | Frank Marino | 2:35  |
| 2.  | "Blue Blood"                | Yoshiki                  | Yoshiki      | 5:02  |
| 3.  | "Week End"                  | Yoshiki                  | Yoshiki      | 6:03  |
| 4.  | "Easy Fight Rambling"       | Toshi & Hitomi Shiratori | X            | 4:42  |
| 5.  | "X"                         | Hitomi Shiratori         | Yoshiki      | 6:01  |
| 6.  | "Endless Rain"              | Yoshiki                  | Yoshiki      | 6:34  |
| 7.  | "Kurenai" (jap. 紅)         | Yoshiki                  | Yoshiki      | 6:18  |
| 8.  | "Xclamation"                |                          | hide & Taiji | 3:57  |
| 9.  | "Orgasm" (jap. オルガスム)  | Hitomi Shiratori         | Yoshiki      | 2:47  |
| 10. | "Celebration"               | hide                     | hide         | 4:49  |
| 11. | "Rose of Pain"              | Yoshiki                  | Yoshiki      | 11:49 |
| 12. | "Unfinished"                | Yoshiki                  | Yoshiki      | 4:28  |

### Blue Blood Special Edition
Wersja zremasterowana
| Nr | Tytuł               | Czas  |
| -- | ------------------- | ----- |
| 1. | "Blue Blood"        | 5:04  |
| 2. | "Week End"          | 6:05  |
| 3. | "X"                 | 6:02  |
| 4. | "Endless Rain"      | 6:37  |
| 5. | "Kurenai" (jap. 紅) | 6:60  |
| 6. | "Celebration"       | 4:52  |
| 7. | "Rose of Pain"      | 11:50 |
| 8. | "Unfinished"        | 4:28  |

## Twórcy
- Yoshiki – perkusja, instrumenty klawiszowe
- Toshi – śpiew
- hide – gitara
- Pata – gitara
- Taiji – gitara basowa